# Raúl Uche
Raúl Uche  (Madrid, Spanyolország, 1997. október 8. –) spanyol labdarúgó, jelenleg a Leicester City csatára. 2016. június 29-én szerződött Angliába, miután nevelőklubja, a Rayo Vallecano kiesett a spanyol élvonalból.